# آبشار تاکوامنون
آبشار تاکوامنون (به انگلیسی: Tahquamenon Falls) آبشاری است که در میشیگان واقع شده و ارتفاع کلی ریزشگاه آن ۴۸ پا است.

## نگارخانه

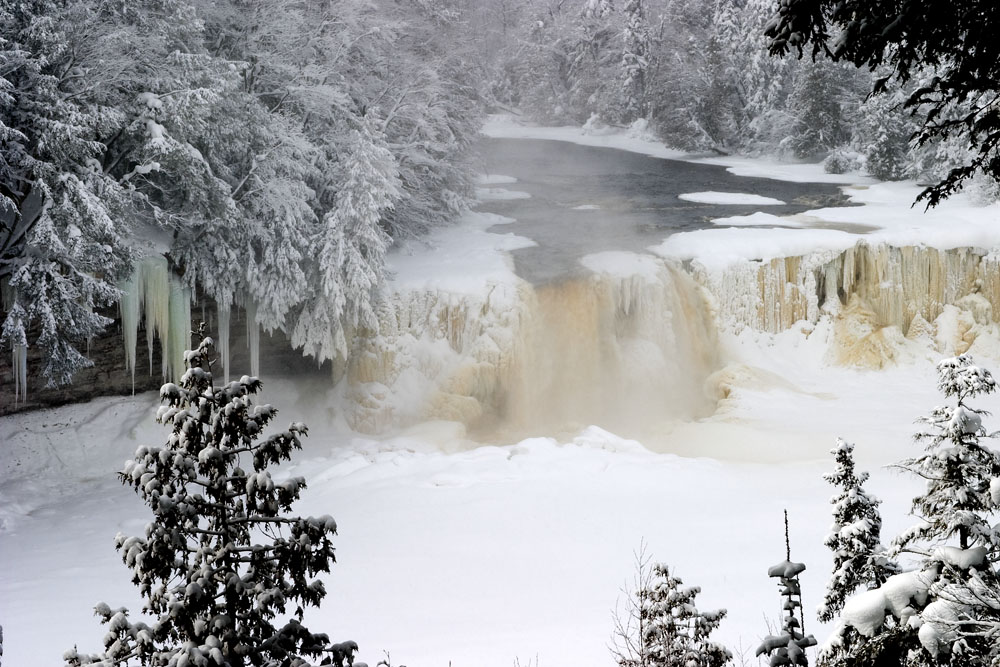
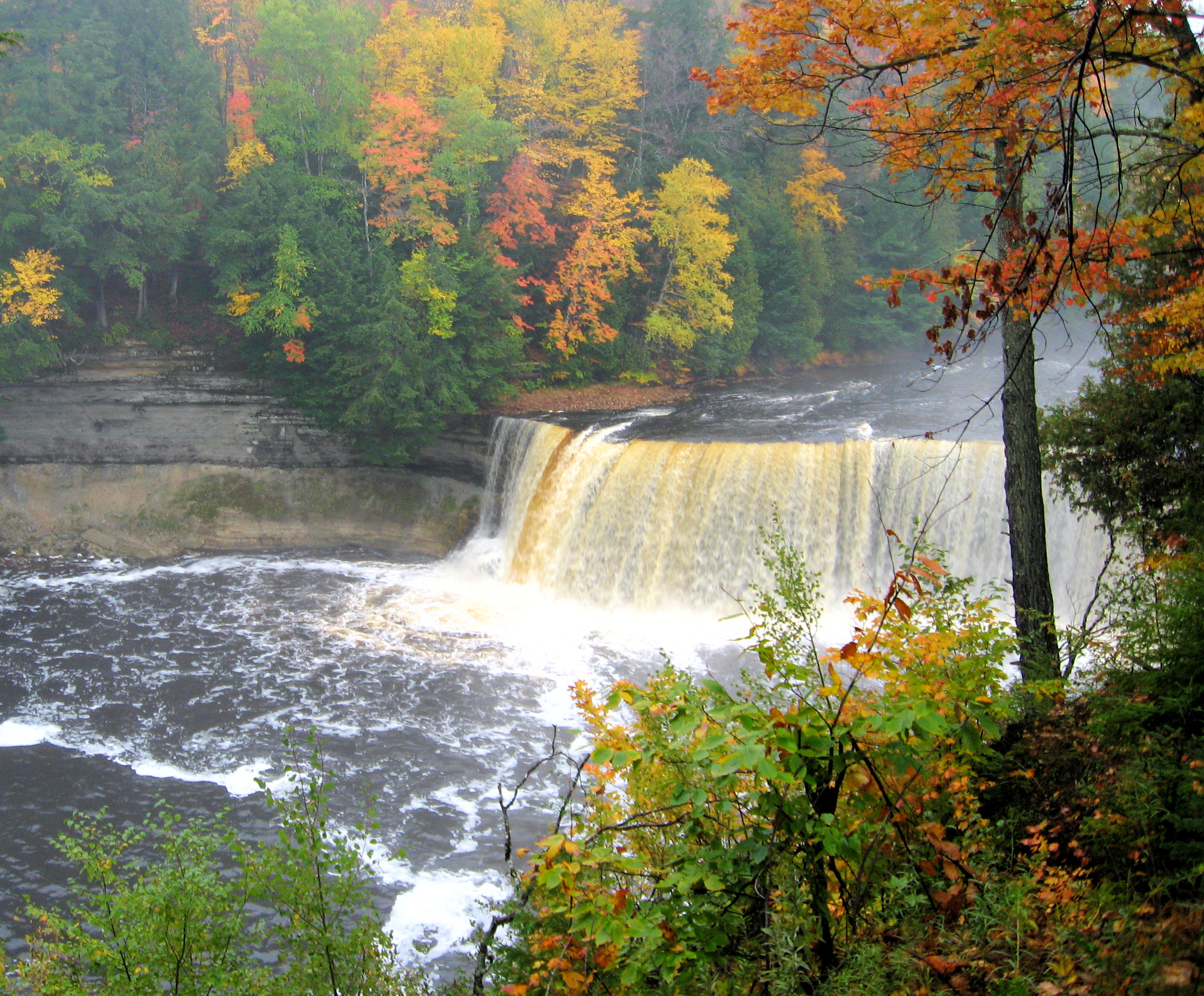
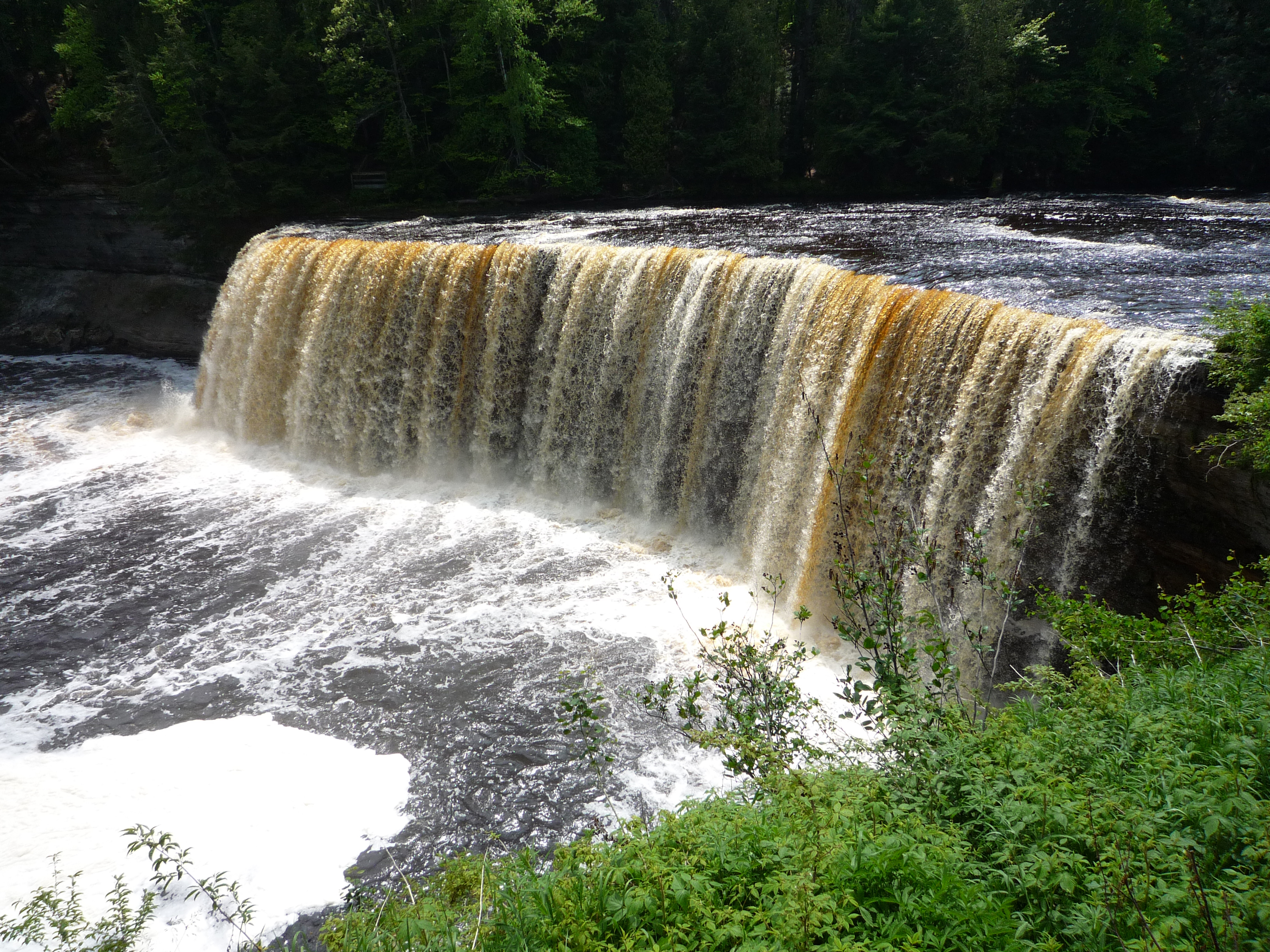